# Telotheta chlorostigma
Telotheta chlorostigma är en fjärilsart som beskrevs av W. Warren 1900. Telotheta chlorostigma ingår i släktet Telotheta och familjen mätare. Inga underarter finns listade i Catalogue of Life.